# مريد
مُريد وجمعها المُريدُون هو المتعلِّم على شيخ طريقة وفق منهاج، والمُريد رتبة من رتب الصّوفيَّة. وللمريد درجات وعليه أن يقرأ أورادا في اليوم والليلة يكلفها بها شيخه ليسير على طريقته في التصوف وذلك ضمن تربيته للمريد. وتختلف الطرق التي اتبعها شيوخ الطرق المختلفة في تربية مريديها بعد تويق الرابطة معهم. فقد يسلك بعضهم طريق الشدة في تربية المريدين فيأخذونهم بالرياضات العنيفة ومنها كثرة الصيام والسهر وكثرة الخلوة والاعتزال عن الناس وكثرة الذكر والفكر.
وقد يسلك بعض المشايخ طريقة اللين في تربية المريدين فيأمرونهم بممارسة شيء من الصيام وقيام مقدار من الليل وكثرة الذكر، ولكن لا يلزمونهم بالخلوة والابتعاد عن الناس إلا قليلا.
ومن المشايخ من يتخذ طريقة وسطى بين الشدة واللين في تربية المريدين، ولذلك قيل الطرق إلى الله على عدد أنفاس الخلائق

## شروط
ويذكر أحمد سكيرج في شروط المريد:
يقول أبو حامد الغزالي حول علاقة المريد بشيخه:
ويقول أبو القاسم القشيري:
ومن تعريفات ابن عربي في كتابه اصطلاح تصوف:
- المريد هو المتجرد عن إرادته
- السالك هو الذي مشى على المقامات بحاله لا بعلمه فكان العلم له عينا.
- المسافر هو الذي سافر بفكره في المعقولات وهو الاعتبار فعبر من العدوة الدنيا إلي العدوة القصوى.

## الإرادات
يهدف المريد من خلال تزكية نفسه إلى بلوغ أهداف هامة من خلال سيره وسلوكه، منها:

### إرادة وجه الله
تُعتبر إرادة وجه الله -عز وجل- في الآخرة أهم هدف يسعى إليه المريد من وراء التزامه بالأوراد والسلوك والتزكية، وذلك مصداقا للعديد من الآيات القرآنية التي تبين شوق المؤمنين إلى النظر إلى وجه الله -تعالى- في الجنة.
قال الله -سبحانه-:
1. ﴿وَلَا تَطْرُدِ الَّذِينَ يَدْعُونَ رَبَّهُمْ بِالْغَدَاةِ وَالْعَشِيِّ يُرِيدُونَ وَجْهَهُ مَا عَلَيْكَ مِنْ حِسَابِهِمْ مِنْ شَيْءٍ وَمَا مِنْ حِسَابِكَ عَلَيْهِمْ مِنْ شَيْءٍ فَتَطْرُدَهُمْ فَتَكُونَ مِنَ الظَّالِمِينَ ۝٥٢﴾ (سورة الأنعام)
2. ﴿وَاصْبِرْ نَفْسَكَ مَعَ الَّذِينَ يَدْعُونَ رَبَّهُمْ بِالْغَدَاةِ وَالْعَشِيِّ يُرِيدُونَ وَجْهَهُ وَلَا تَعْدُ عَيْنَاكَ عَنْهُمْ تُرِيدُ زِينَةَ الْحَيَاةِ الدُّنْيَا وَلَا تُطِعْ مَنْ أَغْفَلْنَا قَلْبَهُ عَنْ ذِكْرِنَا وَاتَّبَعَ هَوَاهُ وَكَانَ أَمْرُهُ فُرُطًا ۝٢٨﴾ (سورة الكهف)
3. ﴿فَآتِ ذَا الْقُرْبَى حَقَّهُ وَالْمِسْكِينَ وَابْنَ السَّبِيلِ ذَلِكَ خَيْرٌ لِلَّذِينَ يُرِيدُونَ وَجْهَ اللَّهِ وَأُولَئِكَ هُمُ الْمُفْلِحُونَ ۝٣٨﴾ (سورة الروم)

### إرادة الآخرة
تُعتبر إرادة الآخرة أهم هدف يسعى إليه المريد من وراء التزامه بالأوراد والسلوك والتزكية، وذلك مصداقا للعديد من الآيات القرآنية التي تبين شوق المؤمنين إلى النظر إلى الآخرة.
قال الله -سبحانه-:
1. ﴿وَمَا كَانَ لِنَفْسٍ أَنْ تَمُوتَ إِلَّا بِإِذْنِ اللَّهِ كِتَابًا مُؤَجَّلًا وَمَنْ يُرِدْ ثَوَابَ الدُّنْيَا نُؤْتِهِ مِنْهَا وَمَنْ يُرِدْ ثَوَابَ الْآخِرَةِ نُؤْتِهِ مِنْهَا وَسَنَجْزِي الشَّاكِرِينَ ۝١٤٥﴾ (سورة آل عمران)
2. ﴿وَلَقَدْ صَدَقَكُمُ اللَّهُ وَعْدَهُ إِذْ تَحُسُّونَهُمْ بِإِذْنِهِ حَتَّى إِذَا فَشِلْتُمْ وَتَنَازَعْتُمْ فِي الْأَمْرِ وَعَصَيْتُمْ مِنْ بَعْدِ مَا أَرَاكُمْ مَا تُحِبُّونَ مِنْكُمْ مَنْ يُرِيدُ الدُّنْيَا وَمِنْكُمْ مَنْ يُرِيدُ الْآخِرَةَ ثُمَّ صَرَفَكُمْ عَنْهُمْ لِيَبْتَلِيَكُمْ وَلَقَدْ عَفَا عَنْكُمْ وَاللَّهُ ذُو فَضْلٍ عَلَى الْمُؤْمِنِينَ ۝١٥٢﴾ (سورة آل عمران)
3. ﴿مَنْ كَانَ يُرِيدُ الْعَاجِلَةَ عَجَّلْنَا لَهُ فِيهَا مَا نَشَاءُ لِمَنْ نُرِيدُ ثُمَّ جَعَلْنَا لَهُ جَهَنَّمَ يَصْلَاهَا مَذْمُومًا مَدْحُورًا ۝١٨ وَمَنْ أَرَادَ الْآخِرَةَ وَسَعَى لَهَا سَعْيَهَا وَهُوَ مُؤْمِنٌ فَأُولَئِكَ كَانَ سَعْيُهُمْ مَشْكُورًا ۝١٩﴾ (سورة الإسراء)
4. ﴿مَنْ كَانَ يُرِيدُ حَرْثَ الْآخِرَةِ نَزِدْ لَهُ فِي حَرْثِهِ وَمَنْ كَانَ يُرِيدُ حَرْثَ الدُّنْيَا نُؤْتِهِ مِنْهَا وَمَا لَهُ فِي الْآخِرَةِ مِنْ نَصِيبٍ ۝٢٠﴾ (سورة الشورى)

## المنهاج
يعتمد المريد من خلال تزكية نفسه على عناصر هامة من خلال سيره وسلوكه، منها:

### الْوِرْدُ
يُعتبر الْوِرْدُ من أهم عناصر المنهاج التربوي الذي يعتمد عليه المريد من وراء التزامه بالسلوك والتزكية، وذلك مصداقا للعديد من النصوص والشواهد عند أهل السنة والجماعة.
قال ابن عطاء الله السكندري في حكمه:
1. ⟨ إذا رأيت عبدا أقامه الله تعالى بوجود الأوراد، وأدامه عليها مع طول الإمداد، فلا تستحقرن ما منحه مولاه؛ لأنك لم تر عليه سيما العارفين، ولا بهجة المحبين، فلولا وارد ما كان وِرْدٌ ⟩ (الحكمة العطائية: 67)[5]
2. ⟨ لا يستحقر الْوِرْدَ إلا جهول: الوارد يوجد في الدار الآخرة، والْوِرْدُ ينطوي بانطواء هذه الدار، وأولى ما يعتني به ما لا يخلف وجوده. الْوِرْدُ هو طالبه منك، والوارد أنت تطلبه منه، وأين ما هو طالبه منك مما هو مطلبك منه؟ ⟩ (الحكمة العطائية: 112)

### الْوَارِدُ
يُعتبر الْوَارِدُ كذلك من أهم عناصر المنهاج التربوي الذي يعتمد عليه المريد من وراء التزامه بالسلوك والتزكية، وذلك مصداقا للعديد من النصوص والشواهد عند أهل السنة والجماعة.
قال ابن عطاء الله السكندري في حكمه:
1. ⟨ تنوعت أجناس الأعمال، لتنوع واردات الأحوال ⟩ (الحكمة العطائية: 9)
2. ⟨ إنما أورد عليك الوارد؛ لتكون به عليه واردا ⟩ (الحكمة العطائية: 52)
3. ⟨ أورد عليك الوارد، ليستعملك من يد الأغيار، ويحررك من رق الآثار ⟩ (الحكمة العطائية: 53)
4. ⟨ أورد عليك الوارد، ليخرجك من سجن وجودك، إلى فضاء شهودك ⟩ (الحكمة العطائية: 54)
5. ⟨ قلما تكون الواردات الإلهية إلا بغتة، لئلا يدعيها العباد بوجود الاستعداد ⟩ (الحكمة العطائية: 69)
6. ⟨ نور مستودع في القلوب، مدده من النور الوارد من خزائن الغيوب ⟩ (الحكمة العطائية: 152)
7. ⟨ لا ينبغي للسالك أن يعبر عن وارداته؛ فإن ذلك يقل عملها في قلبه، ويمنعه وجود الصدق مع ربه ⟩ (الحكمة العطائية: 189)
8. ⟨ لا تدهشك واردات النعم عن القيام بحقوق شكرك، فإن ذلك مما يحط من وجود قدرك ⟩ (الحكمة العطائية: 200)
9. ⟨ متى وردت الواردات الإلهية عليك، هدمت العوائد عليك: «إن الملوك إذا دخلوا قرية أفسدوها» ⟩ (الحكمة العطائية: 216)
10. ⟨ الوارد يأتي من حضرة قهار؛ لأجل ذلك لا يصادمه شيء إلا دمغه: «بل نقذف بالحق على الباطل فيدمغه فإذا هو زاهق» ⟩ (الحكمة العطائية: 217)
11. ⟨ لا تزكين واردا لا تعلم ثمرته، فليس المراد من السحابة الإمطار، وإنما المراد منها وجود الإثمار ⟩ (الحكمة العطائية: 220)
12. ⟨ لا تطلبن بقاء الواردات بعد أن بسطت أنوارها، وأودعت أسرارها، فلك في الله غنى عن كل شيء، وليس يغنيك عنه شيء ⟩ (الحكمة العطائية: 221)
13. ⟨ لا يلزم من ثبوت الخصوصية عدم وصف البشرية: إنما مثل الخصوصية كإشراق شمس النهار ظهرت في الأفق، وليست منه؛ تارة تشرق شموس أوصافه على ليل وجودك، وتارة يقبض ذلك عنك، فيردك إلى حدودك، فالنهار ليس منك وإليك، ولكنه وارد عليك ⟩ (الحكمة العطائية: 249)